# Myioborus castaneocapillus
Myioborus castaneocapillus е вид птица от семейство Певачови (Parulidae).

## Разпространение
Видът е разпространен във влажните планински гори и храсталаци на Тепуи в Южна Венецуела, западна Гвиана и Северна Бразилия.